# TAI Pelikan
TAI Pelikan, він же IHA-X2 - радіокерований безпілотник для розвідки, спостереження та цілевказування. Розроблений і побудований турецькою компанією Turkish Aerospace Industries (TAI), безпілотний літальний апарат (БпЛА) є напівмасштабною моделлю тактичного безпілотного літального апарата TAI Baykuş. Виготовлений як навчальна та перехідна платформа до TAI Baykuş.
Назва апарату дана від великого водного птаха — пелікана. У TAI є також кілька інших БПЛА, названих на честь птахів.

## Розробка
БПЛА моноплан має цільнокомпозитний планер з двома металевими хвостовими балками. Дрон приводиться в дію двома 2-циліндровими 2-тактними бензиновими двигунами типу Zenoah G38 виробництва Японії потужністю 4 х 2,2 к. с. (1,6 кВт). Існує дві версії TAI Pelikan, з різними конфігураціями гвинта, штовхаючими та тягнучими гвинтами. БпЛА оснащений двовісним карданним підвісом з EO/IR камерами, відео ретранслюється в режимі реального часу. Його наведення/трекінг відбувається повністю автономно на основі вбудованої системи навігаційних точок INS/GPS. Зліт і посадка безпілотника здійснюється звичайним способом на колесне шасі.

## Технічні характеристики
Загальні характеристики
- Вантажопідйомність: 6
- Довжина: 3 м (9 фут 10 дюйм)
- Розмах: 3,6 м (11 фут 10 дюйм)
- Висота: 0,42 м (1 фут 5 дюйм)
- Порожня вага: 20 кг (44 фунт)
- Максимальна злітна вага: 35 кг (77 фунт)
- Силова установка: 2 × Zenoah G38 2-циліндровий двотактний двигун

Льотні характеристики
- Максимальна швидкість: 120 км/год (75 миля/год; 65 вуз)
- Крейсерська швидкість: 100 км/год (62 миля/год; 54 вуз)
- Бойовий радіус: 50 км (31 миля; 27 морська миля)
- Тривалість польоту: 6 годин
- Практична стеля: 1 524 м (5 000 фут)

## Дивитись також
- TAI Gözcü
- TAI Anka